# Anna Il'inična Čavčavadze
Anna Il'inična Čavčavadze (Tiflis, 4 novembre 1891 – Berlino, 18 aprile 1941) è stata una stilista georgiana.

## Biografia
Anna era la figlia del principe David Čavčavadze, e di sua moglie, Vera Vačnadze. Prese il nome dalla nonna, la principessa Anna Il'inična Gruzinskaja, nipote dello zar Giorgio XII.

## Matrimoni

### Primo Matrimonio
Sposò in prime nozze Joseph (Osiko) Mamatsashvili. La coppia ebbe due figlie:
- Marina Iosifovna (1911/1914-1991), sposò del conte Aleksandr Georg'evič Šeremetev;
- Vera Iosifovna (1912-2001).

Il matrimonio si concluse con un divorzio.

### Secondo Matrimonio
Nel 1916 a Borjomi, dove Anna lavorava in un ospedale, incontrò il conte Aleksandr Illarionovič Vorontsov-Daškov (1881-1938), figlio del governatore del Caucaso, il conte Illarion Ivanovič Vorontsov-Dashkov. Il 10 marzo 1916, a San Pietroburgo, in una ristretta cerchia familiare, ebbe luogo il loro matrimonio. Ebbero due figli:
- Illarion Illarionovič (1918-1973), sposò Anastasia Henkel von Donnersmarck, ebbero due figli:
- Aleksandr Illarionovič (1922-1952), sposò Marija Nikolaevna Marinovič, non ebbero figli.

Trascorsero il loro primo anno di matrimonio nell'esercito, dove Anna era una sorella della misericordia. Solo occasionalmente ha lasciato il distaccamento per visitare le sue figlie. Nella loro casa, come in altri palazzi dei Vorontsov-Dashkov, fu allestita un'infermeria, dove venivano curati i feriti.
Dopo la Rivoluzione d'ottobre, suo marito combatté nelle file dell'Armata dei Volontari, e Anna, che aspettava un bambino, visse con la famiglia della cognata. Diverse volte hanno dovuto nascondersi per evitare l'arresto e l'esecuzione.
I Vorontsov-Dashkov riuscirono a lasciare la Russia e, quando l'esercito si ritirò dalla Crimea, arrivarono a Costantinopoli. Successivamente sono tornati in Georgia per un breve periodo, ma sono stati presto costretti a partire per la Francia. Non disponendo di mezzi di sussistenza sufficienti, Anna divenne una modella laica nella "casa di moda Chanel », apparendo a teatro e ai ricevimenti con abiti della casa di moda francese.
Nell'agosto 1924, a Parigi in rue Coliseum n° 5, Anna aprì la sua casa di moda "Imedi" ("Hope"), i cui clienti erano rappresentanti delle famiglie più ricche e famose d'Europa.

## Morte
Successivamente la famiglia si trasferì in Germania, dove Anna morì a Berlino il 18 aprile 1941 e fu sepolta nel cimitero di Tegel accanto al marito.